# Maria Bello
Maria Elaina Bello, född 18 april 1967 i Norristown i Pennsylvania, är en amerikansk skådespelare.

## Biografi
Maria Bello tog examen vid Archbishop Carroll High School (Radnor, Pennsylvania) och studerade senare på Villanova University för en politisk karriär. Emellertid övergick hon till att ta teaterlektioner.
Bello fick sitt genombrott som "Dr. Anna Del Amico" i TV-serien Cityakuten där hon var en del av den fasta ensemblen under drygt en säsong (1997–1998). Dessförinnan hade hon haft en av huvudrollerna i TV-serien Alias Mr & Mrs Smith, som dock lades ned efter endast en säsong. Hon blev Golden Globe-nominerad för sin roll i The Cooler och har även medverkat i filmer som David Cronenbergs A History of Violence och Oliver Stones World Trade Center. Sedan 2017 har Bello en återkommande roll i CBS NCIS (TV-serie).
Maria Bello är uppvuxen med en polsk-amerikansk mor (Kathy) och italiensk-amerikansk far (Joe Bello) i ett romersk-katolskt arbetarhem. Hon har en son, född 2001, med manusförfattaren och producenten Dan McDermott.
I november 2013 skrev Bello om sitt samkönade förhållande med sin dåvarande partner Clare Munn.

## Filmografi (urval)
- 1995 – Mannen som försvann (TV-serie) (1 avsnitt)
- 1995 – Scali (TV-serie) (1 avsnitt)
- 1996 – Alias Mr & Mrs Smith (TV-serie) (13 avsnitt)
- 1996 – Due South (TV-serie) (1 avsnitt)
- 1997–1998 – Cityakuten (TV-serie) (25 avsnitt)
- 1998 – Permanent Midnight
- 1999 – Payback
- 2000 – Coyote Ugly
- 2000 – Duets
- 2003 – The Cooler
- 2004 – Secret Window
- 2004 – Silver City
- 2005 – A History of Violence
- 2005 – Assault on Precinct 13
- 2005 – Thank You for Smoking
- 2006 – Flicka
- 2006 – World Trade Center
- 2007 – The Jane Austen Book Club
- 2007 – Desperate Hours
- 2008 – Mumien: Drakkejsarens grav
- 2010 – Grown Ups
- 2010 – Law & Order: Special Victims Unit (TV-serie) (2 avsnitt)
- 2010 – The Company Men
- 2011 – Abduction
- 2011–2012 – Prime Suspect (TV-serie) (13 avsnitt)
- 2012–2013 – Touch (TV-serie) (13 avsnitt)
- 2013 – Grown Ups 2
- 2013 – Prisoners
- 2013 – Third Person
- 2014 – Big Driver
- 2015 – McFarland, USA
- 2015 – Strings
- 2015 – Demonic
- 2015 – Max Steel
- 2016 – Goliath (TV-serie) (8 avsnitt)
- 2017–2021 – NCIS (TV-serie) (73 avsnitt)
- 2023 – Beef (TV-serie) (6 avsnitt)
- 2025 – The Waterfront (TV-serie)